# جغرافية لوكسمبورغ

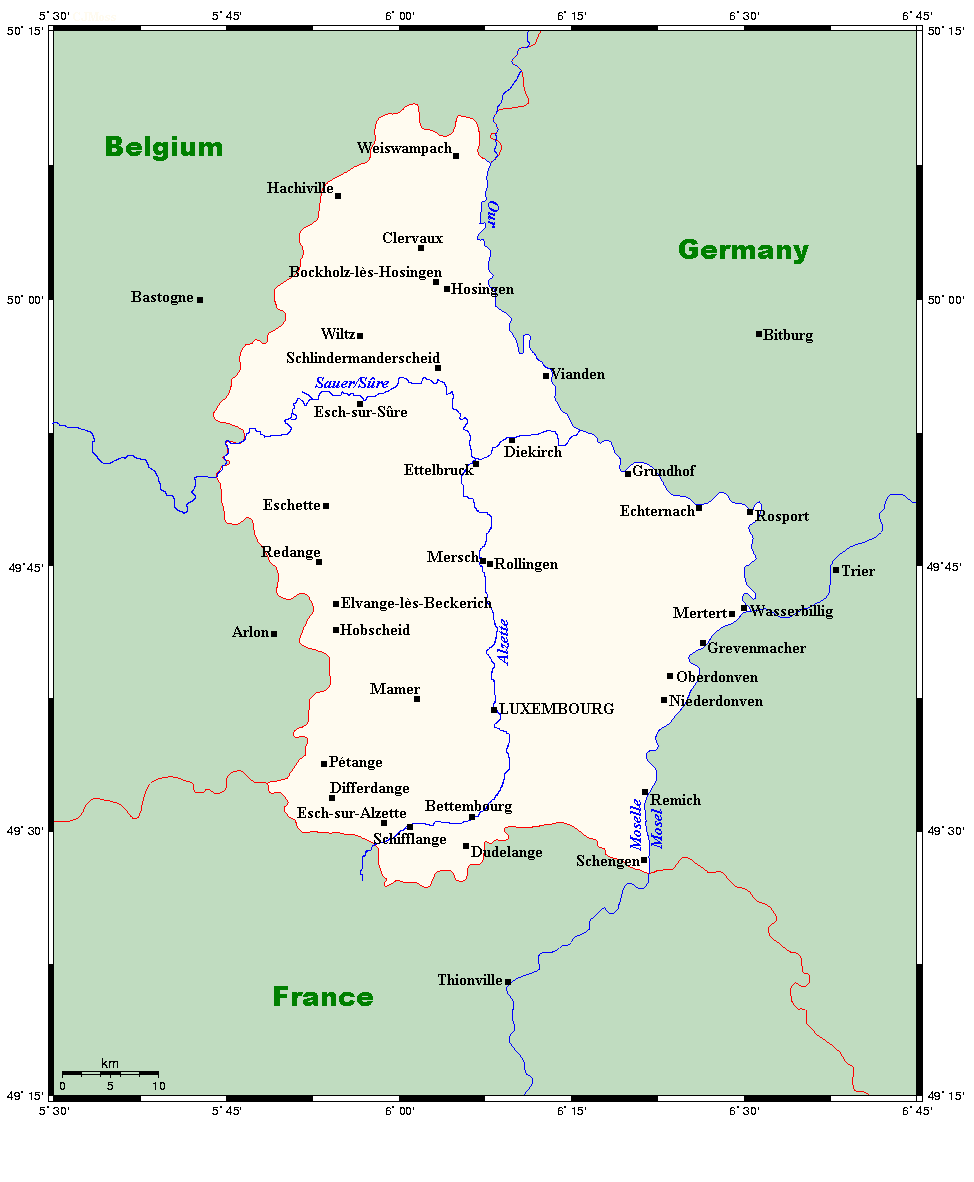
المدن والأنهار في لوكسمبورغ

لوكسمبورغ، تعتبر دولة صغيرة وتقع في البلدان المنخفضه، وهي جزء من شمال غرب أوربا وتحدها بلجيكا ب 148 كيلومتر (92 ميل) إلى الغرب والشمال، وفرنسا ب (23 كيلومتر (14 ميل) إلى الجنوب، وألمانيا ب (138 كيلومتر (86 ميل) إلى الشرق. لوكسمبورغ تعتبر بلدة غير ساحلية وتحدها بلجيكا عن بحر الشمال.
تنقسم تضاريس البلاد بشكل واضح للغاية بين جبل اوسلنج في الثلث الشمالي من الدوقية الكبرى والغولاند المسطحة من اوسلنج إلى الجنوبيين. نهر سويرهو أطول نهر في البلاد وهو أحد روافد نهر موسيل، والذي يشمل حوضه جميع مناطق لوكسمبورغ تقريبًا. تشمل الأنهار الرئيسية الأخرى نهر ألزيت في الجنوب ونهر ويلزيت في الشمال.
العاصمة لوكسمبورغ هي أكبر مدينة حتى الآن وتقع في جوتلاند، وكذلك معظم المراكز السكانيه الرئيسيه في البلاد بما في ذلك ايش سور ألزيت، دوديلانج، ديفرينج. إلى جانب مدينه لوكسمبورغ، تقع المدن الرئيسيه الأخرى بشكل أساسي في منطقه الأراضي الحمراء الجنوبيه، التي تقع على الحدود بين لوكسمبورغ وفرنسا من الجنوب.

## الجغرافيا الفيزيائية

### الطبوغرافيا
على الرغم من صغر حجمها، إلا أن لوكسمبورغ تتمتع بتضاريس متنوعه، مع ميزتين رئيسيتين لمنظرها الطبيعي. يتكون جزء الشمال من البلاد من جزء هضبه آردين، حيث تتراوح ارتفاعات الجبال من 450 إلى 600 متر (1,480 إلى 1,970 قدم) . تتكون بقيه البلاد من ريف متموج مع وديان واسعه. تقع العاصمة، مدينه لوكسمبورغ، في جزء الجنوب من البلاد.

### قلب أوروبا الأخضر
نظرًا لصعوبه زراعه التربة، يتم استخدام معظم الأراضي لرعي الماشية.تضم منطقه آردن أيضًا منتزه ابر شور الوطني، وهي منطقه محميه مهمه وملاذ للمتنزهين.
جنوب نهر شور، تُعرف البلاد باسم جوتلاند وتغطي المنطقة ما يزيد قليلاً عن ثلثي البلاد.
ترتفع التضاريس وتنخفض برفق بمتوسط ارتفاع 200 متر (660 قدم) . الزراعة هي النشاط الرئيسي لأن مصطلح جوتلاند ينشأ من التربة الخصبة والصيف الدافئ والجاف هو هذا الجزء من الدوقية مقارنه بمنطقه أوسلنج.
نتيجه لذلك، تزرع الخضروات والفواكه، مثل الفراولة والتفاح والخوخ والكرز بكميات كبيره. أدى تآكل الأنهار في هذه المنطقة إلى خلق وديان وكهوف عميقه، مما أدى إلى بعض المناظر الخلابة.
في أقصى جنوب البلاد تقع «أرض الصخور الحمراء» - في إشاره إلى رواسب المعادن الموجوده في المنطقة. كانت المنطقة غنيه بالحديد الخام، وهي منطقه تعدين الصناعة الثقيلة منذ العصر الروماني إذا لم يكن قبله في وقت سابق وتمتد لأكثر من 12 ميل (19 كـم) . المداخن العاليه لأعمال الحديد والصلب هي معالم نموذجيه للجنوب الصناعي. إلى الشرق يقع وادي موسيل لزراعة العنب. تقع العديد من القرى في الوديان العميقه وخلف كروم العنب على طول ضفاف النهر. تحتوي معظم القرى على مصنع نبيذ واحد على الأقل. كما توجد في الشرق منطقه «سويسرا الصغيره» التي تتميز بوجود وديان خشبية في تكوينات صخريه غير عاديه.

### أنهار وبحيرات
لوكسمبورغ لديها عدد من الأنهار الصغيره، مثل ايش، الزيت ، و بتروس، ولكن النهر الرئيسي هو موسيل مع روافد نهر شور واور. تعمل دوراتهم مع بعضها البعض كحدود طبيعيه بين لوكسمبورغ وألمانيا. على طول ضفافهم، يمكن العثور على قلاع من القرون الوسطى وسط البلاد.
في الواقع يرتفع نهر موزيل في شمال شرق فرنسا ويتدفق شمالًا عن طريق لوكسمبورغ لمدة 19 ميل (31 كـم) وينضم إلى نهر الراين العظيم في كوبلنز، ألمانيا. يبلغ طول نهر موزيل (544 كم)، وهو صالح للملاحة، بسبب القناة وذلك لمسافة 64 كم (40 ميل). المنخدوات الخضراء، المغطاة بالكروم، تحيط بالمسار المتعرج للنهر.
عند ارتفاعه في بلجيكا، يتدفق نهر سوري لمسافه 172 كم (107 ميل) في الاتجاه الشرقي عبر لوكسمبورغ وصولاً إلى موسيل.  مسارها المتعرج يقطع لوكسمبورغ من الشرق إلى الغرب.  نهر أور، الذي يتدفق إلى طول الحدود الشماليه والشرقيه، هو أحد روافد نهر سوري.  واديها محاط بالريف البكر.
تعد بحيرة أبر شور أكبر امتداد للمياه في الدوقية الكبرى. تُعد البحيرة المحاطه بالنباتات الفخمه والجداول الهادئه مركزًا للرياضات المائيه، مثل الإبحار وركوب الزوارق وقوارب الكاياك. أدت هذه الأنشطة الخارجية إلى جعل المكان جاذبًا للسياح مما أدى إلى نمو مجال الحرف اليدوية المحلية.
تقع بلدة ايش سور شور في أحد طرفي البحيرة. تم بناء السدو فوقها لتشكيل خزان لتوليد الطاقة الكهرومائيه يمتد حوالي 6 ميل (10 كـم) اعلى الوادي. تم بناء سد ابر شور في الستينيات لتلبيه متطلبات مياه الشرب في البلاد.

## بيئة

### المناخ
لوكسمبورغ هي جزء من المنطقة المناخية القارية لأروبا الغربية، وتتمتع بمناخ معتدل بدون تقلبات. الشتاء معتدل والصيف بارد نسبيًا والأمطار غزيره.
يختلف الطقس الموسمي إلى حد ما بين المناطق الشماليه والجنوبيه. يتأثر الشمال بشكل كبير بتيارات المحيط الاطلسي، حيث يؤدي مرور انخفاضات الضغط المتكرره إلى ظروف مناخيه غير مستقره. ينتج عن هذا سماء ملبده بالغيوم والمطر قوي في الشتاء.
يبلغ معدل هطول الأمطار إلى 1200 ملم (47.2 بوصه) سنويًا في بعض المناطق.  في الصيف نادرًا ماتكون الحرارة مرتفعة، وتنخفض بشكل ملحوظ في الليل. تجعل   درجات الحرارة والرطوبة المنخفضة مناخاً وهو ما يسميه سكان هذا الجزء من البلاد بتفاؤل «المناخ النشط»
في الجنوب، على الرغم من أن هطول الأمطار ليس منخفضًا بشكل ملحوظ، عند حوالي 800 ملم (31.5 بوصة)، والشتاء ليس أكثر اعتدالًا، فإن الاختلاف الرئيسي هو ارتفاع درجات الحرارة في الصيف، خاصة في وادي موسيل.  المحاصيل، وخاصة عنب النبيذ، تزدهر هنا.  مع متوسط درجة حرارة سنوية تبلغ 10 درجات مئوية (50 درجة فهرنهايت)، فإن الأشهر الأكثر إشراقًا هي من مايو إلى أغسطس.  في الربيع، يكون الريف عبارة عن أعمال شغب من الزهور البرية والأزهار.

### النباتات والحيوانات
يؤثر موقع البلاد على نباتات في لوكسمبورغ التي تقع على الحدود بين المناطق المناخيه الأطلسيه الأوربيه ووسط أوربا. توجد في الشمال أشجار الزان والبلوط بكثرة . يمكن ان تنمو أشجار البلوط حتى 30–45 متر (98–148 قدم) ، بقطر 1.2–2.4 متر (3.9–7.9 قدم) . يمكن للمنطقة أن توفر الخشب المتين بجودة ممتازة وبكميات كبيرة.
يمكن العثور على أنواع من النباتات كالألدرالأسود والصفصاف على ضفاف النهر . خشب الآلدار أصفر باهت إلى بني محمر، ذو ملمس ناعم ومتين حتى تحت الماء.
وهي أيضًا شجره أخشاب مهمه بسبب خصائصها المقاومة للأمراض. يمكن أن تصل أشجار الصفصاف إلى ارتفاع 20 متر (66 قدم) وهي ذات قيمة عالية في حال استخدمت لأغراض الزينة.
كما توفر الوديان الضيقة العميقة بعمق في الشمال موطنًا للنباتات والحيوانات النادرة، وخاصه قضاعه البحر الاوربيه، وهي من الأنواع المحميه. في الجنوب الصناعي، بين المحاجر والمناجم المفتوحه المهجوره، استعادت الطبيعة ملكيتها حيث تنتشر الأزهار في كل مكان.

### اتفاقات دولية
طرف إلى: تلوث الهواء، تلوث الهواء أكاسيد النيتروجين، تلوث الهواء الكبريت85 ، تلوث الهواء الكبريت 94، تلوث الهواء المركبات العضوية المتطايرة، التنوع البيولوجي، تغير المناخ، التصحر، الأنواع المهددة بالانقراض، النفايات الخطرة، الغرق في البحر، حظر التجارب النووية، حماية طبقة الأوزون، تلوث السفن، المناطق الاستوائية 83 الأخشاب، الأخشاب الاستوائية 94، الأراضي الرطبة.
تم التوقيع ولكن لم يتم التصديق عليه: الملوثات العضوية الثابتة الملوثة للهواء بشكل مستمر، تغير المناخ بنظام كيوتو، التغير البيئي، قانون البحار.

## الإحصاء الجغرافي
الإحداثيات الجغرافية:49°45′N 6°10′E / 49.750°N 6.167°E
منطقه:
المجموع: 2586كم 2
الأرض: 2586كم 2
الماء: 0كم 2
الموارد الطبيعيه: خام الحديد (لم يعد مستغلاً)، الأراضي الصالحة للزراعه.
استخدام الأراضي:
الأراضي الصالحه للزراعه: 23.9٪
محاصيل دائمة: 0.56٪.
أخرى: 75.52٪ (2011)

## الروابط الخارجية
- Luxembourg Earth science portal